# Johann Heinrich Kittel
Johann („Hanns“) Heinrich Kittel (* 13. Oktober 1652 in Dresden; † 17. Juli 1682 ebenda) war ein deutscher Organist, Komponist und Musikpädagoge.

## Leben und Wirken
Kittel trat in den Dienst des Kurfürsten von Sachsen und wurde von ihm 1666 zum Hoforganisten in Dresden ernannt. Gleichzeitig wurde ihm aufgetragen, die dortigen Kapellknaben in Musik zu unterrichten. Von ihm stammen u. a. zwölf Präludien mit folgendem Capriccio.
Nach Kittels Tod übernahm 1682 sein Nachfolger Johann Wilhelm Forcheim das Amt des Hoforganisten.